# 雷鎮區 (印第安納州摩根縣)
雷鎮區（英語：Ray Township）是位於美國印地安納州摩根縣的一個行政鎮區。

## 地方資料
根據2010年美國人口普查的數據，雷鎮區的面積為66.80平方千米，當中陸地面積為66.20平方千米，而水域面積為0.60平方千米。當地共有人口1631人，而人口密度為每平方千米24.42人。